# Гонгора, Карлос
Карлос Гонгора Меркадо (исп. Carlos Góngora Mercado; род. 25 мая 1989, Эсмеральдас) — эквадорский боксёр, представитель второй средней весовой категории. Выступал за национальную сборную Эквадора по боксу во второй половине 2000-х — первой половине 2010-х годов, чемпион Южноамериканских игр, двукратный бронзовый призёр Панамериканских игр, участник двух летних Олимпийских игр. Начиная с 2015 года боксирует на профессиональном уровне. Бывший чемпион мира по версии IBO (2020—2021) во 2-м среднем весе.

## Биография
Карлос Гонгора родился 25 апреля 1989 года в городе Эсмеральдас, Эквадор.

## Любительская карьера
Первого серьёзного успеха на взрослом международном уровне добился в сезоне 2006 года, когда вошёл в основной состав эквадорской национальной сборной и выступил на Южноамериканских играх в Буэнос-Айресе, где стал серебряным призёром в среднем весе, проиграв в решающем поединке представителю Венесуэлы Альфонсо Бланко.
В 2007 году побывал на Панамериканских играх в Рио-де-Жанейро, откуда привёз награду бронзового достоинства, выигранную в зачёте средней весовой категории — на стадии полуфиналов уступил кубинцу Эмилио Корреа. Боксировал и на чемпионате мира в Чикаго, где в 1/8 финала был остановлен россиянином Матвеем Коробовым.
Занял второе место на Американской олимпийской квалификации в Порт-оф-Спейн и тем самым удостоился права защищать честь страны на летних Олимпийских играх 2008 года в Пекине. В категории до 75 кг благополучно прошёл первых двоих соперников по турнирной сетке, тогда как в третьем четвертьфинальном бою со счётом 4:9 потерпел поражение от индуса Виджендера Сингха.
В 2009 году поднялся в полутяжёлый вес и на мировом первенстве в Милане дошёл до четвертьфинала, проиграв кубинцу Хосе Лардуэту.
В 2010 году одержал победу на Южноамериканских играх в Гвадалахаре, отметился выступлением в матчевой встрече полупрофессиональной лиги World Series of Boxing.
В 2011 году взял бронзу на Панамериканских играх в Гвадалахаре, где на стадии полуфиналов был остановлен другим представителем Кубы Хулио Сесаром ла Крусом, в то время как на чемпионате мира в Баку остановился уже в 1/16 финала, уступив бразильцу Ямагути Фалкану.
На Американской олимпийской квалификации в Рио-де-Жанейро в полуфинале проиграл боксёру из США Маркусу Брауну, однако этого выступления оказалось достаточно для отбора на Олимпийские игры 2012 года в Лондоне. Здесь в категории до 81 кг в стартовом поединке выиграл у азербайджанца Ватана Гусейнли, но затем во втором бою со счётом 5:13 потерпел поражение от казаха Адильбека Ниязымбетова.
После лондонской Олимпиады Гонгора ещё в течение некоторого времени оставался в составе боксёрской команды Эквадора и продолжал принимать участие в крупнейших международных турнирах. Так, в 2014 году он стал серебряным призёром Южноамериканских игр в Сантьяго-де-Куба — в решающем финальном поединке уступил бразильцу Мишелу Боржису.

## Профессиональная карьера
Покинув расположение эквадорской сборной, в мае 2015 года Карлос Горгора успешно дебютировал на профессиональном уровне. Выступал преимущественно на территории США, в течение шести лет одержал 20 побед, оставаясь непобеждённым до 2021 года.

### Чемпионский бой с Али Ахмедовым
18 декабря 2020 года в Холливуде, (США) сразился с казахом Али Ахмедовым за титул чемпиона мира IBO во втором среднем весе. Ахмедов доминировал в начале, но Гонгора смог ответить эффективнее в середине боя, нанеся рассечение и потрясающий удар. В конечном итоге, Гонгора одержал победу, приняв инициативу в финальных раундах.

### Бой с Кристофером Пирсоном
17 апреля 2020 года в Холливуде (США) провёл первую защиту чемпионского титула IBO с американцем Кристофером Пирсоном. Гонгороа контролировал дистанцию и реализовывал точные удары. Пирсон пассивно реагировал, часто прячась за блоком. В середине боя Гонгора усилил нажим, проводя активные атаки, что привело к досрочной победе в 8-м раунде.

### Бой с Лерроном Ричардсом
18 декабря 2021 года на Манчестер Арене потерпел первое поражение в профессиональной карьере раздельным решением судей в поединке с британцем Лерроном Ричардсом, утратив титул чемпиона мира по версии IBO во 2-м среднем весе.

### Бой с Оскаром Риохасом
13 августа 2022 года в Мелрозе (США) выиграл техническим нокаутом мексиканского гейткипера Оскара Риохаса.

### Бой с Кристианом М’Билли
23 марта 2023 года	в Монреалье (Канада) потерпел второе поражение в поединке с французским боксёром камерунского происхождения Кристианом М’Билли. На кону боя был титул чемпиона по версии WBC Continental Americas.

### Бой с Джоном Техераном
19 декабря 2023 года в Санта-Марте (Колумбия) победил местного боксёра Джона Техерана. Бой был запланирован на восемь раундов, но завершился уже во втором.

## Список профессиональных поединков
В таблице перечислены результаты всех поединков боксёров.
В каждой строке указан результат поединка. Дополнительно номер поединка обозначен цветом, который обозначает итог поединка. Расшифровка обозначений и цветов представлена в нижеследующей таблице.
| Пример | Расшифровка                     |
| ------ | ------------------------------- |
|        | Победа                          |
|        | Ничья                           |
|        | Поражение                       |
|        | Планируемый поединок            |
|        | Поединок признан несостоявшимся |
| КО     | Нокаут                          |
| ТКО    | Технический нокаут              |
| PTS    | Решение судей (по очкам)        |
| UD     | Единогласное решение судей      |
| MD     | Решение большинства судей       |
| SD     | Раздельное решение судей        |
| RTD    | Отказ от продолжения боя        |
| DQ     | Дисквалификация                 |
| NC     | Поединок признан несостоявшимся |

| 24 поединка, 22 победы (17 нокаутом), 2 поражение. | 24 поединка, 22 победы (17 нокаутом), 2 поражение. | 24 поединка, 22 победы (17 нокаутом), 2 поражение. | 24 поединка, 22 победы (17 нокаутом), 2 поражение. | 24 поединка, 22 победы (17 нокаутом), 2 поражение.              | 24 поединка, 22 победы (17 нокаутом), 2 поражение. | 24 поединка, 22 победы (17 нокаутом), 2 поражение.                                                                                  |
| Бой                                                | Рекорд                                             | Дата                                               | Соперник                                           | Место боя                                                       | Результат                                          | Данные о бое |
| -------------------------------------------------- | -------------------------------------------------- | -------------------------------------------------- | -------------------------------------------------- | --------------------------------------------------------------- | -------------------------------------------------- | --- |
| 24                                                 | 22-2                                               | 19 декабря 2023                                    | Джон Техеран (18-3)                                | Coliseo de Pescaito David Ruiz Ureche, Санта-Марта, Колумбия    | KO 2 (8), 0:45                                     | |
| 23                                                 | 21-2                                               | 23 марта 2023                                      | Кристиан М’Билли (23-0)                            | Казино в Монреале, Монреаль, Канада                             | UD 12                                              | Бой за титул чемпиона по версии WBC Continental Americas (4-я защита М’Билли) во 2-м среднем весе. Счёт судей: 99-91, 98-92, 97-93. |
| 22                                                 | 21-1                                               | 13 августа 2022                                    | Оскар Риохас (28-15-1)                             | Memorial Hall, Мелроз, Массачусетс, США                         | TKO 4 (8), 1:08                                    | |
| 21                                                 | 20-1                                               | 18 декабря 2021                                    | Леррон Ричардс (15-0)                              | Манчестер Арена, Манчестер, Великобритания                      | SD 12                                              | Бой за титул чемпиона мира по версии IBO (2-я защита Гонгоры) во 2-м среднем весе. Счёт судей: 116-112, 113-115 (дважды).           |
| 20                                                 | 20-0                                               | 17 апреля 2021                                     | Кристофер Пирсон (17-2)                            | Seminole Hard Rock Hotel and Casino, Холливуд, Флорида, США     | KO 7 (12), 2:17                                    | Бой за титул чемпиона мира по версии IBO (1-я защита Гонгоры) во 2-м среднем весе.                                                  |
| 19                                                 | 19-0                                               | 18 декабря 2020                                    | Али Ахмедов (16-0)                                 | Seminole Hard Rock Hotel and Casino, Холливуд, Флорида, США     | KO 12 (12), 1:57                                   | Бой за ваканьный титул чемпиона мира по версии IBO во 2-м среднем весе.                                                             |
| 18                                                 | 18-0                                               | 31 января 2020                                     | Эли Аугустама (6-13)                               | Castlefon Banquet & Conference Center, Виндем, Нью-Гэмпшир, США | UD 6                                               | |
| 17                                                 | 17-0                                               | 23 августа 2019                                    | Алан Завала (15-4)                                 | Encore Boston Harbor, Эверетт, Массачусетс, США                 | KO 1 (10), 2:05                                    | |
| 16                                                 | 16-0                                               | 10 мая 2019                                        | Дамиан Эсекьель Бонелли (23-6)                     | EMGM Springfield, Спрингфилд, Массачусетс, США                  | UD 10                                              | Счёт судей: 98-92, 99-91, 98-92. |
| 15                                                 | 15-0                                               | 9 февраля 2019                                     | Хесус Авилес (23-6)                                | Coliseo Mayor del Tena, Напо, Эквадор                           | TKO 4 (8), 1:57                                    | |
| 14                                                 | 14-0                                               | 1 декабря 2018                                     | Антонио Чавес Фернандес (9-34-4)                   | Skowhegan Community Center, Скаухиган, Мэн, США                 | RTD 1 (8), 3:00                                    | |
| 13                                                 | 13-0                                               | 8 сентября 2018                                    | Хайме Барбоза (19-15)                              | Plainridge Park Casino, Плейнвилл, Массачусетс, США             | TKO 3 (8), 1:46                                    | |
| 12                                                 | 12-0                                               | 31 марта 2018                                      | Ленвуд Дозье (10-18-2)                             | Marina Bay SportsPlex, Куинси, Массачусетс, США                 | TKO 3 (6), 2:24                                    | |
| 11                                                 | 11-0                                               | 24 февраля 2018                                    | Деррик Финдли (27-22-1)                            | Мохеган-сан-арена, Анкасвилл, Коннектикут, США                  | UD 6                                               | |
| 10                                                 | 10-0                                               | 30 сентября 2017                                   | Генри Бекфорд (5-6)                                | House of Blues, Бостон, Массачусетс, США                        | UD 8                                               | |
| Бой                                                | Рекорд                                             | Дата                                               | Соперник                                           | Место боя                                                       | Результат                                          | Данные о бое |